# Olle Ljungström
Lars Olof Gustaf Ljungström, kendt som Olle Ljungström, født 12. august 1961 i Riala sogn i Stockholms län, død 4. maj 2016 i Erska-distriktet i Sollebrunn, var en svensk sanger, guitarist, sangskriver og billedkunstner.
Ljungström begyndte sin karriere som sanger og guitarist i Reeperbahn (1979–1984) og gik derefter gennem duoen Heinz & Young for fra 1993 at arbejde som soloartist. Imidlertid optrådte han på flere andre svenske bands optegnelser, herunder Wilmer X og Webstrarna, og gjorde en række duetter. I 2000erne samarbejdede han om forskellige projekter med kunstnere som Ernst Billgren og Pål Hollender.
I 1995 vandt Ljungström Rockbjörnen som årets svenske mandlige kunstner. Ljungström skrev meget mærkelige tekster; en anmelder i Dagens Nyheter skrev i 2009, at "der er ingen, der kan stryge angst ud med en sådan kølighed som Olle Ljungström. Han er popmaestro for angststyring."

## Biografi
Olle Ljungström voksede op på Björkholmen nær Svartsö i Stockholms skærgård. Han var søn af tilsynsførende Anders Ljungström og journalisten Misse Ljungström, ugift Bergne, såvel som barnebarn af advokaten Olof Ljungström og barnebarnets søn af Frithiof Bergne. Faderen var 20 år gammel og moderen 18 da Olle Ljungström blev født.
Ljungström begyndte at spille guitar allerede før grundskolen, og blandt andet lærte Misse ham akkorderne til Paul Ankas sang "Diana".
Fra 1977 til 1984 var Olle Ljungström en del af bandet Reeperbahn, og efter at bandet blev opløst i 1984, dannede han duoen Heinz & Young med Heinz Liljedahl, et kortvarigt projekt.
I 1992 startede han som soloartist, og i 1993 kom albummet Olle Ljungström. Det første soloalbum blev efterfulgt af albummet Världens Räddaste Man (1994), Tack (1995), Det Stora Kalaset (1998), En Apa Som Liknar Dig (2000) og Syntheziser (2002), Sju (2009) og Släng In En Clown (2013).
I 1998 indspillede han et cover til sangen "Balladen Om All Kärleks Lön" af Cornelis Vreeswijk.
Han optrådte også i den svenske version af filmen Asterix & Obelix: I kamp mod Cæsar (1999), som stemmen til karakteren Trubadix.
Ljungström boede fra 2008 til sin død i Gräfsnäs i Alingsås kommun. Om natten den 4. maj 2016 blev han fundet død i sit hjem. Ljungström døde som et resultat af en langvarig sygdom; han led af diabetes og en leversygdom, som blev påvirket af det faktum, at hans liv undertiden var fyldt med afhængighed. Indtil sin død havde han fortsat med at skrive sange, og i efteråret 2017 blev det gjort klart, at hans niende studiealbum, Måla Hela Världen, ville blive frigivet posthumt den 8. december - 1,5 år efter hans død. Hans producent i de senere år, Torsten Larsson, siges at have afsluttet albumets 11 numre et par måneder efter Ljungströms død.

## Diskografi

### Solo
- 1993 - Olle Ljungström
- 1994 - Världens Räddaste Man
- 1995 - Tack
- 1998 - Det Stora Kalaset
- 2000 - En Apa Som Liknar Dig
- 2002 - Syntheziser
- 2009 - Sju
- 2013 - Släng In En Clown
- 2017 - Måla Hela Världen

### Reeperbahn
- 1979 - Reeperbahn
- 1980 - Reeperbahn EP (EP)
- 1981 - Venuspassagen
- 1982 - Samlade Singlar
- 1983 - Intriguer

### Heinz & Young
- 1984 - Buzzbuzzaboys